# Pleasure Pleasure (沢田研二のアルバム)
『Pleasure Pleasure』（プレジャー・プレジャー）は、日本の歌手である沢田研二の1作目のミニ・アルバム。
2009年6月10日にリリース。発売元は沢田の自主レーベルであるJULIE LABEL。

## 収録曲
- 全編曲：白井良明

1. Pleasure Pleasure
  - 作詞:GRACE／作曲:白井良明
2. Smash the Rock
  - 作詞:GRACE／作曲:柴山和彦
3. 僕は歌うよ
  - 作詞:安珠／作曲:GRACE
4. BAMBINO EXCUSE
  - 作詞・作曲:沢田研二
5. NAPOLITAIN
  - 作詞:沢田研二／作曲:下山淳
6. 緑色のkiss kiss kiss
  - 作詞:沢田研二／作曲:泰輝

## 解説
- 前年（2008年）の「人間60年・ジュリー祭り」において82曲を演奏した鉄人バンドのメンバー全員が初めて揃ってレコーディングに参加した。
- 前年まで毎年発表していたアルバム制作を縮小し、沢田はこの作品以降、ミニ・アルバムの制作を行うようになる。
- 本作について、沢田自身は2009年6月5日のコンサートで「満タンのシングルＣＤ」と称している[1]。

## 参加ミュージシャン
- 鉄人バンド
  - 柴山和彦 - ギター
  - 下山淳 - ギター
  - 泰輝 - キーボード
  - GRACE - ドラム
- 白井良明 - アレンジメント、ギター
- 伊豆田洋之 - コーラス